# Берсецио, Витторио
Витторио Берсецио (итал. Vittorio Bersezio; 22 марта 1828, Певераньо, Пьемонт — 30 января1900, Турин) — итальянский писатель
, поэт, драматург, журналист, редактор и публицист. Общественный деятель, член Палаты депутатов Королевства Италии. Участник Рисорджименто. Доктор права (1848).

## Биография
С 12 лет писал либретто для небольших пьес. Посещал литературные кружки столицы Савойи.
С 1845 года изучал право в Туринском университете, где присоединился к либеральному движению.
Участвовал в борьбе за независимость Италии в 1848—1849 годов. В 1848 участвовал в Австро-итальянской войне, затем стал адвокатом, но вскоре бросил практику, чтобы всецело посвятить себя истории, изящной литературе и публицистике.
Один из основателей журнала «L’Espero» и редактор «Fischietto». Был редактором основанной им пьемонтской газеты «Gazzetta Piemontese» (ныне «La Stampa»), позже стал издавать еженедельник «Gazzetta Letteraria», которыми руководил до 1880 года. Девиз газеты «Frangar, non flectar» (Сломленный, но не покосившийся).
Похоронен на кладбище Монкальери.

## Творчество
С 1852 года появились его трагедии «Пьетро Микка» (1852, театр «Кариньяно», Турин), «Ромоло» (1853, театр «Джербино»), комедии «Мыльный пузырь» (1863), «Искушение Евы» (1877) и многие другие.
Наибольшую популярность получили пьесы В. Берсецио, написанные на пьемонтском диалекте (вначале писал под псевдонимом Карло Нуджелли), лучшая из которых — «Несчастья господина Травета» (1876) — ставилась не только в Италии, но и за рубежом. Имя Травет стало нарицательным для обозначения «маленького человека», обладающего высокоразвитым чувством долга и собственного достоинства. Всего написал около 20 комедий.
Автор вдохновленных натурализмом Эмиля Золя ряда социальных романов и новелл, из которых наиболее известны: «Il novelliere contemporaneo», «La famiglia», «L’amor di patria» и «Corruttela».
Большими достоинствами обладает также историческое исследование В. Берсецио «Il regno di Vittorio Emanuele II: trent’anni di vita italiana» (1878). В своих произведениях выступал как пропагандист Рисорджименто и тем самым содействовал единству Италии.